# Superior (Wisconsin)
Superior is een plaats (city) in de Amerikaanse staat Wisconsin, en valt bestuurlijk gezien onder Douglas County.

## Demografie
Bij de volkstelling in 2000 werd het aantal inwoners vastgesteld op 27.368. In 2006 is het aantal inwoners door het United States Census Bureau geschat op 26.960, een daling van 408 (-1,5%).

## Geografie
Volgens het United States Census Bureau beslaat de plaats een oppervlakte van 143,6 km², waarvan 95,7 km² land en 47,9 km² water. Superior ligt op ongeveer 196 m boven zeeniveau.

## Plaatsen in de nabije omgeving
De onderstaande figuur toont nabijgelegen plaatsen in een straal van 20 km rond Superior.

## Geboren
- Oliver E. Williamson (1932-2020), wetenschapper, econoom en Nobelprijswinnaar (2009)
- Jeffrey Williams (1958), astronaut